# 13241 Biyo
Biyo (asteróide 13241) é um asteróide da cintura principal, a 2,1279507 UA. Possui uma excentricidade de 0,0641582 e um período orbital de 1 252,38 dias (3,43 anos).
Biyo tem uma velocidade orbital média de 19,75209589 km/s e uma inclinação de 7,30593º.
Este asteróide foi descoberto em 22 de Maio de 1998 por LINEAR.